# Старогорожене
Старогоро́жене — село в Україні, у Привільненській сільській громаді Баштанського району Миколаївської області. Населення становить 1077 осіб.

## Історія
Засноване у 1809 році. Під час організованого радянською владою Голодомору 1932—1933 років померло щонайменше 33 жителі села.

## Населення
Згідно з переписом УРСР 1989 року чисельність наявного населення села становила 1164 особи, з яких 487 чоловіків та 677 жінок.
За переписом населення України 2001 року в селі мешкало 1075 осіб.

### Мова
Розподіл населення за рідною мовою за даними перепису 2001 року:
| Мова       | Відсоток |
| ---------- | -------- |
| українська | 90,81 %  |
| циганська  | 4,27 %   |
| російська  | 3,25 %   |
| молдовська | 1,21 %   |
| болгарська | 0,19 %   |
| інші       | 0,27 %   |